# Федіївська сільська рада (Бобринецький район)
| Федіївська сільська рада — колишній орган місцевого самоврядування у Бобринецькому районі Кіровоградської області з адміністративним центром у с. Федіївка. Сільській раді підпорядковані населені пункти: - с. Федіївка - с. Височанове - с. Федорівка |

## Склад ради
Рада складається з 12 депутатів та голови.

### Керівний склад ради
| ПІБ                       | Основні відомості                                                                                         | Дата обрання | Дата звільнення |
| ------------------------- | --- | ------------ | --------------- |
| Травінська Любов Іванівна | Сільський голова, 1954 року народження, освіта, позапартійна                                              | 26.03.2006   | 31.10.2010      |
| Дацун Галина Михайлівна   | Сільський голова, 1960 року народження, освіта середня спеціальна, Всеукраїнське об'єднання 'Батьківщина' | 31.10.2010   |                 |

Примітка: таблиця складена за даними джерела

## Населення
Згідно з переписом УРСР 1989 року чисельність наявного населення сільської ради становила 746 осіб, з яких 340 чоловіків та 406 жінок.
За переписом населення України 2001 року в сільській раді мешкало 686 осіб.

### Мова
Розподіл населення за рідною мовою за даними перепису 2001 року:
| Мова       | Відсоток |
| ---------- | -------- |
| українська | 95,63 %  |
| російська  | 2,04 %   |
| молдовська | 1,17 %   |
| вірменська | 0,87 %   |
| білоруська | 0,15 %   |
| румунська  | 0,15 %   |